# انبعاثات غازات الدفيئة من الزراعة
تساهم الزراعة في التغير المناخي من خلال انبعاثات غازات الدفيئة وتحويل الأراضي غير الزراعية مثل الغابات إلى أراضٍ زراعية. أفادت الهيئة الحكومية الدولية المعنية بتغير المناخ في عام 2019 أن 13-21% من غازات الدفيئة البشرية المنشأ جاءت تحديدًا من قطاع الزراعة والغابات واستخدامات الأراضي الأخرى. تشكل الانبعاثات الناتجة عن الزراعة من أكسيد النيتروز والميثان وثاني أكسيد الكربون ما يصل إلى نصف غازات الدفيئة التي تنتجها صناعة الأغذية بشكل عام، أو 80% من الانبعاثات الزراعية. تعدّ تربية الحيوانات مصدرًا رئيسيًا لانبعاثات غازات الدفيئة أيضًا.
يعدّ نظام الغذاء الزراعي مسؤولًا عن كمية كبيرة من انبعاثات غازات الدفيئة، والاستهلاك الكبير للأراضي والوقود الأحفوري، ما يجعله مساهمًا مباشرًا في انبعاثات غازات الدفيئة من خلال ممارسات مثل إنتاج الأرز وتربية الماشية. شملت الأسباب الرئيسية لزيادة نسبة غازات الدفيئة والتي لوحظت على مدار 250 سنة مضت، الوقود الأحفوري واستخدام الأراضي والزراعة.
يمكن تقسيم حيوانات المزارع تبعًا لنمط جهازها الهضمي إلى فئتين: أحادية المعدة والمجترات. تحتل المواشي المجترة المُربّاة من أجل اللحوم والألبان مرتبة عالية ضمن مسببات انبعاثات غازات الدفيئة، بينما تحتل المواشي أحادية المعدة والخنازير والدواجن مرتبة أدنى بين مسببات غازات الدفيئة، إذ ينتج عن استهلاك الأنواع أحادية المعدة انبعاثات أقل. تتمتع الحيوانات أحادية المعدة بكفاءة أعلى في هضم العلف، ولا تنتج القدر ذاته من الميثان. يُعاد انبعاث ثاني أكسيد الكربون في الغلاف الجوي عن طريق تنفس النبات والتربة في المراحل اللاحقة من نمو المحاصيل، ما يتسبب في المزيد من انبعاثات غازات الدفيئة.
تتوفر العديد من الاستراتيجيات التي يمكن استخدامها للمساعدة في تخفيف هذه الآثار، والتحكم بالزيادة في انبعاثات غازات الدفيئة، ومنها ما يدعى الزراعة الذكية مناخيًا. تتضمن بعض هذه الاستراتيجيات كفاءة أعلى في تربية الماشية، بما في ذلك أسلوب الإدارة، واستخدام التكنولوجيا، واعتماد عملية أكثر فعالية في إدارة السماد، وتقليل الاعتماد على الوقود الأحفوري والموارد غير المتجددة، والتنويع في مدة إطعام الحيوانات وشربها، واستراتيجية التوقيت والمكان، وخفض إنتاج- واستهلاك- الأطعمة من مصادر حيوانية. قد تقلل مجموعة من السياسات انبعاثات غازات الدفيئة من قطاع الزراعة من أجل نظام غذائي أكثر استدامة.

## نظرة عامة
تتسبب الأنشطة الزراعية في انبعاث غازات الدفيئة بما فيها ثاني أكسيد الكربون وأكسيد النيتروز والميثان.

### انبعاثات ثاني أكسيد الكربون
تأتي انبعاثات ثاني أكسيد الكربون من عمليات مثل حرث الحقول وزراعة المحاصيل وحتى شحن المحاصيل أو الأغذية المزروعة إلى الأسواق للحصول على عائد. تمثل انبعاثات ثاني أكسيد الكربون المرتبطة بالزراعة حوالي 11% من انبعاثات غازات الدفيئة العالمية. يمكن في سبيل تخفيف انبعاثات ثاني أكسيد الكربون تعزيز الممارسات الزراعية مثل تقليل الحرث، وتقليل الأراضي الفارغة، وإعادة بقايا الكتلة الحيوية للمحاصيل إلى التربة، وزيادة استخدام محاصيل التغطية.

### انبعاثات غاز الميثان
تأتي انبعاثات الميثان من ممارسات الماشية مثل تجشؤ الأبقار، وهي المساهم الأول في غازات الدفيئة الزراعية على مستوى العالم. تصدر كل بقرة 220 رطلًا من غاز الميثان سنويًا، أي ما يشكل 14.5% من انبعاثات غازات الدفيئة. ورغم أن فترة بقاء غاز الميثان أقصر بكثير من فترة بقاء ثاني أكسيد الكربون، فإن فعاليته أقوى 28 مرة في مساهمته في الاحترار العالمي.
لا تساهم الماشية فقط في الانبعاثات الضارة، ولكنها تتطلب أيضًا مساحة كبيرة من الأراضي، وقد تفرط في الرعي ما يؤدي إلى انخفاض جودة التربة الصحية وتقليل تنوع الأنواع. تتضمن بعض الطرق لتقليل انبعاثات الميثان، استهلاك أنظمة غذائية غنية بالنباتات وذات كميات أقل من اللحوم، وإطعام الماشية مزيدّا من الغذاء المغذي، وإدارة السماد الطبيعي والتسميد.
تعد زراعة الأرز التقليدية ثاني أكبر مصدر زراعي للميثان بعد الماشية، مع تأثيرها في الاحترار على المدى القريب بما يعادل تأثير انبعاثات ثاني أكسيد الكربون من جميع الطائرات. تعدّ مشاركة الحكومة في السياسة الزراعية محدودة بسبب ارتفاع الطلب على المنتجات الزراعية مثل الذرة والقمح والحليب. تعالج مبادرة الجوع والأمن الغذائي العالمية للوكالة الأمريكية للتنمية الدولية، مشروع فيد ذا فيوتشر، فقد الأغذية وهدرها، ومن خلال ذلك يمكن المساهمة في التخفيف من انبعاثات غازات الدفيئة. يمكن تقليل فقد الأغذية وهدرها بنسبة 4-10% في 12 دولة من خلال التركيز فقط على أنظمة الألبان في 20 سلسلة قيمة. تعدّ هذه الأرقام ذات أهمية، وستخفف من انبعاثات الدفيئة في الوقت التي تحافظ فيه على غذاء السكان.

### انبعاثات غاز أكسيد النيتروز
ينجم انبعاث أكسيد النيتروز من زيادة استخدام الأسمدة الاصطناعية والعضوية. تزيد الأسمدة من إنتاج المحاصيل وتسمح بزيادة سرعة معدل نمو المحاصيل. تمثل انبعاثات أكسيد النيتروز من الزراعة 6% من انبعاثات غازات الدفيئة في الولايات المتحدة، وقد زاد التركيز بنسبة 30% منذ عام 1980. قد تبدو نسبة 6% مساهمة صغيرة، ولكن كل رطل من أكسيد النيتروز أقوى 300 مرة من مكافئه من انبعاثات ثاني أكسيد الكربون، وتبلغ مدة بقائه حوالي 120 عًاما. قد تساعد ممارسات الإدارة المختلفة مثل الحفاظ على المياه من خلال الري بالتنقيط، ومراقبة المغذيات لتجنب الإفراط في التسميد، واستخدام محاصيل التغطية بدلًا من استخدام الأسمدة في تقليل مستوى انبعاثات أكسيد النيتروز.

## استخدام الأراضي
تساهم الزراعة في زيادة نسب غازات الدفيئة من خلال استخدام الأراضي بأربع طرق رئيسية:
- انبعاثات ثاني أكسيد الكربون المرتبطة بإزالة الغابات.
- انبعاثات الميثان من زراعة الأرز.
- انبعاثات الميثان من التخمر المعوي عند الماشية.
- إطلاق أكسيد النيتروز من استخدام الأسمدة.

وتشكل هذه العمليات الزراعية معًا 54% من انبعاثات الميثان، وحوالي 80% من انبعاثات أكسيد النيتروز، وتقريبًا جميع انبعاثات ثاني أكسيد الكربون المرتبطة باستخدام الأراضي.
نتجت التغيرات الرئيسية للغطاء الأرضي على كوكب الأرض منذ عام 1750، عن إزالة الغابات في المناطق المعتدلة، فعندما تُطهر الغابات والأراضي الحرجية لإفساح المجال للحقول والمراعي، يزداد بياض المنطقة المتأثرة، مساهمةً في الاحترار أو التبريد، اعتمادًا على الظروف المحلية. تؤثر إزالة الغابات أيضًا على امتصاص الكربون الإقليمي، ما يساهم في زيادة تركيزات ثاني أكسيد الكربون، وهو غاز الدفيئة السائد. تضاعف طرق تطهير الأرض مثل القطع والحرق هذه التأثيرات عن طريق حرق المادة الحيوية، والتي تطلق غازات الدفيئة والجسيمات مثل السخام مباشرة في الهواء. يمكن أن يؤدي تطهير الأرض إلى تدمير إسفنجة الكربون في التربة.

### إنتاج الأرز
يتسبب الإنتاج العالمي للأرز في انبعاثات غازات الدفيئة، بشكل إجمالي أكثر من إنتاج أي نباتات غذائية أخرى. قُدرت مساهماته في عام 2021 بحوالي 30% من انبعاثات الميثان الزراعية و11% من انبعاثات أكسيد النيتروز الزراعية. ينتج إطلاق الميثان عن الفيضان طويل المدى لحقول الأرز، مما يمنع التربة من امتصاص الأكسجين الموجود في الغلاف الجوي، وهي عملية تتسبب في التخمير اللاهوائي للمواد العضوية في التربة. قدرت دراسة أجريت عام 2021 أن الأرز ساهم بملياري طن من غازات الدفيئة البشرية المنشأ في عام 2010، من إجمالي 47 مليارًا. أضافت الدراسة انبعاثات غازات الدفيئة من دورة الحياة بأكملها، بما في ذلك الإنتاج والنقل والاستهلاك، وقارنت المجاميع العالمية للأغذية المختلفة. كان الإجمالي بالنسبة للأرز نصف الإجمالي بالنسبة إلى لحم البقر.